# رين
رينش (بالفرنسية: Rennes رين)‏ هي مدينة فرنسية. تقع في غرب البلاد. يبلغ عدد سكانها 210,000 نسمة (إحصاءات 2012) .
المدينة الثامنة في عدد الطلاب (63،000)، لديها أيضا رين المنطقة الحضرية العاشرة في فرنسا مع 690،000 نسمة، لا يزال في عام 2012.

## توأمة
لرين اتفاقيات توأمة مع كل من:
- رين (1980 - )
- رين (1999 - )
- رين (1982 - )

## معرض الصور

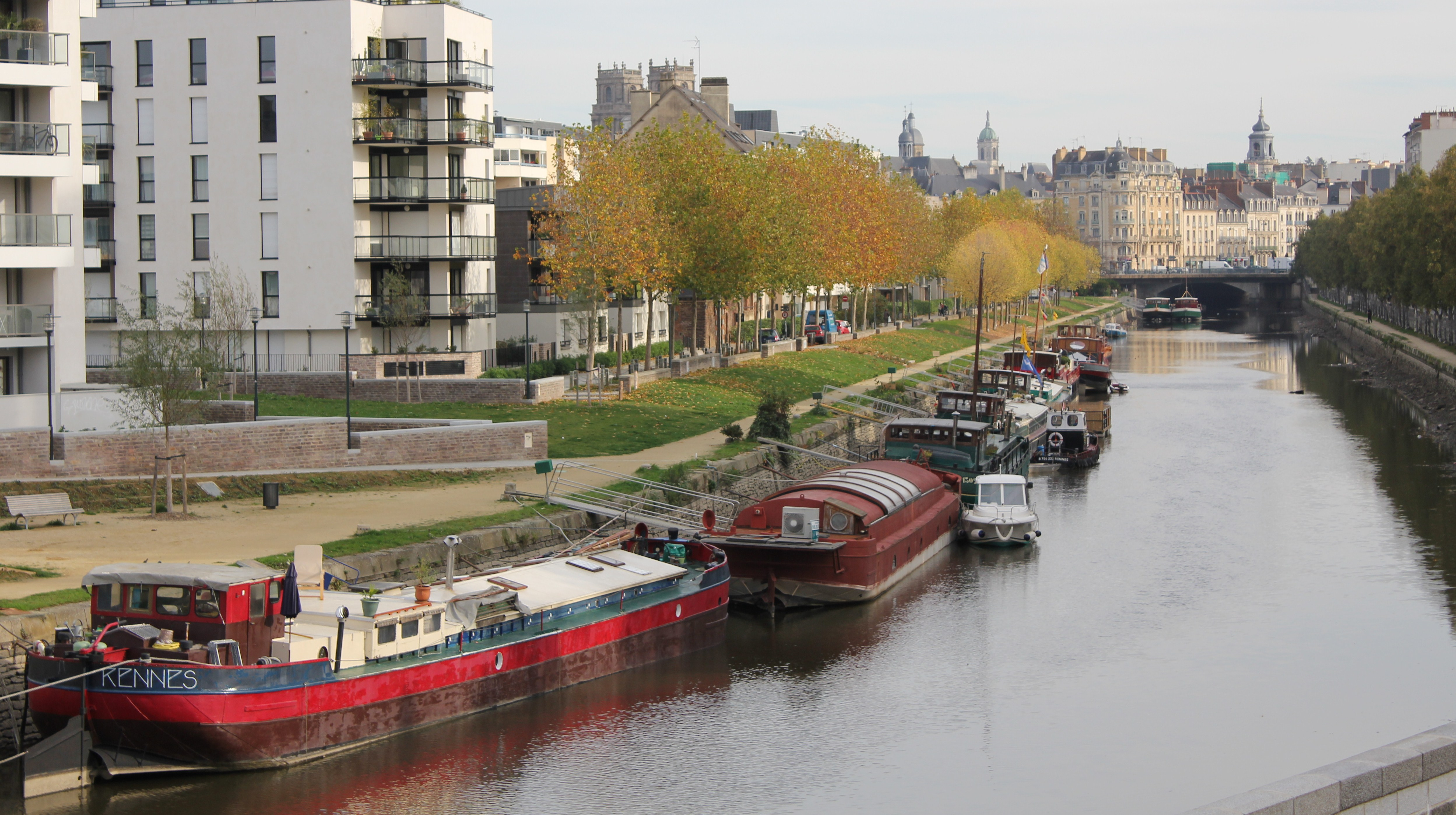
ضفافVilaine
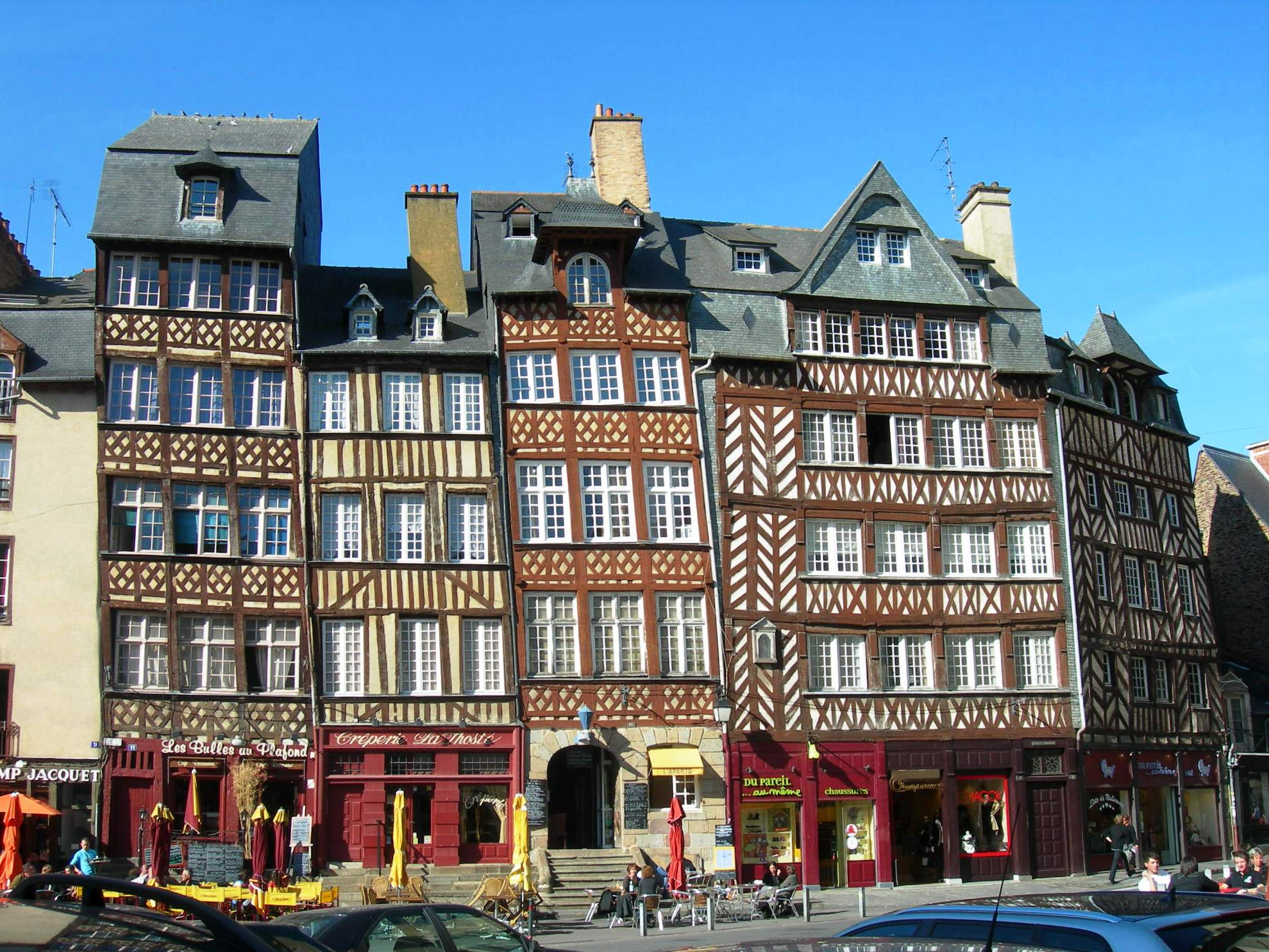
البيوت الخشبية القديمة
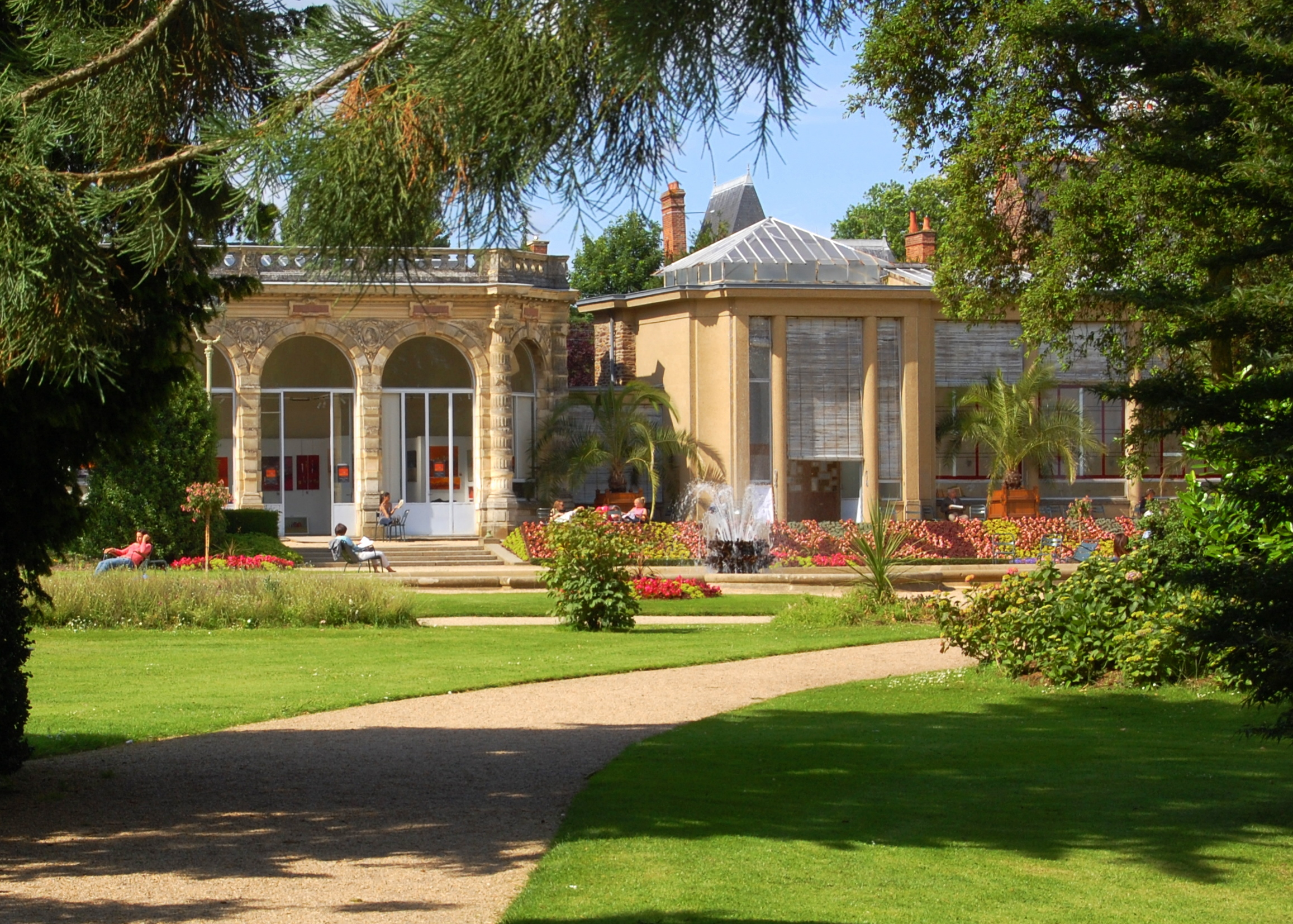
منطقة خضراء
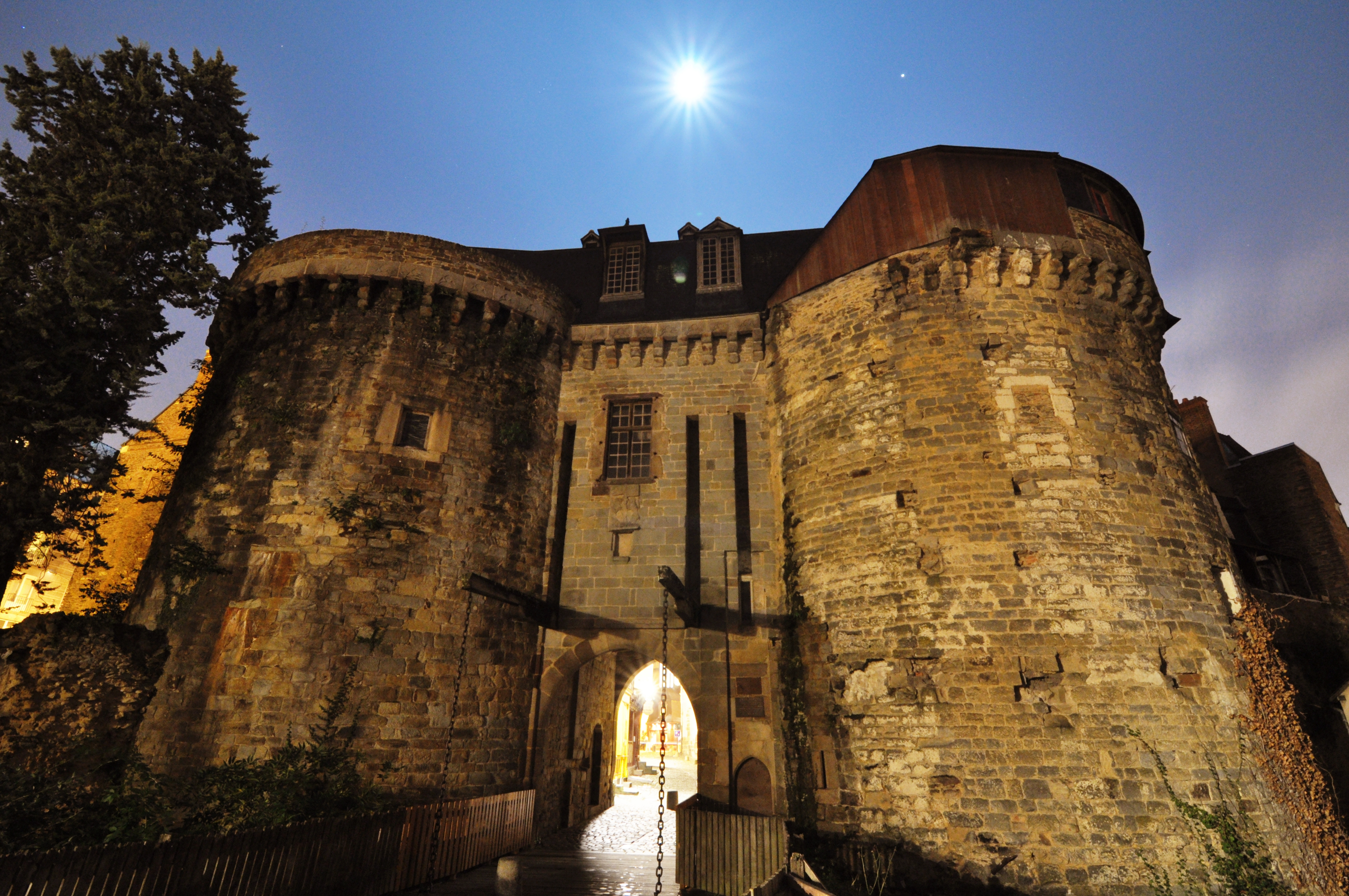
أسوار المدينة
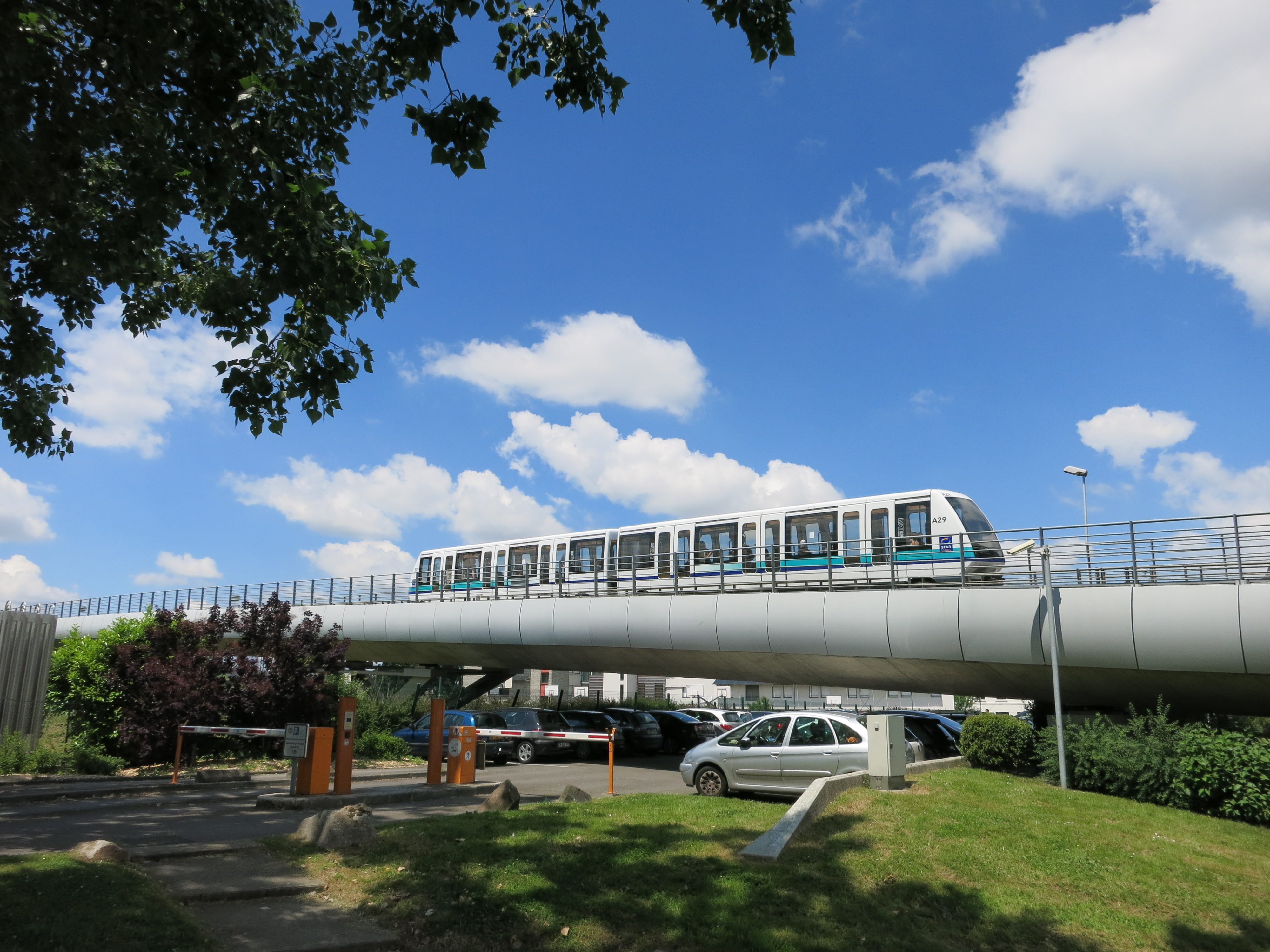
خط مترو في رين

## أعلام
- غوستاف مورو
- كاميل أبيلي
- بيير تشارلز فيلنوف
- جورج إرنست بوولنجر
- جاك فيليب ماري بينيه